# Italië op de Olympische Winterspelen 1948
Tijdens de Olympische Winterspelen van 1948, die in Sankt Moritz (Zwitserland) werden gehouden, nam Italië voor de vijfde keer deel.

## Medailleoverzicht
| Sport    | Olympiër    | Discipline | Medaille |
| -------- | ----------- | ---------- | -------- |
| Skeleton | Nino Bibbia | mannen     | Goud     |

## Deelnemers en resultaten

### Alpineskiën
| Olympiër           | Discipline     | Resultaat | Prestatie                                                                     |
| ------------------ | -------------- | --------- | ----------------------------------------------------------------------------- |
| Silvio Alverà      | afdaling (m)   | 6e        | 3.02,4 (+7,4)                                                                 |
| Silvio Alverà      | slalom (m)     | 4e        | 2.13,2 (+2,9) 1.07,4+1.05,8                                                   |
| Silvio Alverà      | combinatie (m) | 5e        | 8,71 punten (+5,44) afdaling: 4,30 p (3.02,4) slalom: 4,41 p (1.15,3+1.09,6)  |
| Eugenio Bonicco    | afdaling (m)   | 32e       | 3.15,4 (+20,4)                                                                |
| Vittorio Chierroni | afdaling (m)   | 21e       | 3.10,0 (+15,0)                                                                |
| Vittorio Chierroni | slalom (m)     | 30e       | 2.32,5 (+22,2) 1.27,0+1.05,5                                                  |
| Vittorio Chierroni | combinatie (m) | 7e        | 9,69 punten (+6,42) afdaling: 8,28 p (3.10,0) slalom: 1,41 p (1.10,8+1.07,3)  |
| Zeno Colò          | afdaling (m)   | dnf       | opgave                                                                        |
| Zeno Colò          | slalom (m)     | 14e       | 2.19,0 (+8,7) 1.13,3+1.05,7                                                   |
| Carlo Gartner      | afdaling (m)   | 6e        | 3.02,4 (+7,4)                                                                 |
| Roberto Lacedelli  | afdaling (m)   | dnf       | opgave                                                                        |
| Roberto Lacedelli  | slalom (m)     | dnf       | opgave                                                                        |
| Jean Pazzi         | afdaling (m)   | 33e       | 3.16,1 (+21,1)                                                                |
| Renata Carraretto  | afdaling (v)   | 32e       | 2.59,1 (+30,8)                                                                |
| Renata Carraretto  | slalom (v)     | 18e       | 2.19,9 (+22,7) 1.09,2+1.10,7                                                  |
| Renata Carraretto  | combinatie (v) | 22e       | 33,58 punten (+27,00) afdaling: 19,58 p (2.59,1) slalom: 14 p (1.14,1+1.12,0) |
| Celina Seghi       | afdaling (v)   | 4e        | 2.31,1 (+2,8)                                                                 |
| Celina Seghi       | slalom (v)     | 14e       | 2.11,5 (+14,3) 1.13,2+58,3                                                    |
| Celina Seghi       | combinatie (v) | 4e        | 7,46 punten (+0,88) afdaling: 1,66 p (2.31,1) slalom: 5,8 p (1.08,2+1.01,5)   |

### Bobsleeën
| Olympiër                                                            | Discipline              | Resultaat | Prestatie                                          |
| ------------------------------------------------------------------- | ----------------------- | --------- | -------------------------------------------------- |
| Nino Bibbia Edilberto Campadese                                     | 2-mansbob (m) Italië I  | 8e        | 5.38,6 (+9,4) (1.25,1 / 1.25,1 / 1.24,0 / 1.24,4)  |
| Mario Vitali Dario Poggi                                            | 2-mansbob (m) Italië II | 6e        | 5.38,0 (+8,8) (1.25,0 / 1.25,0 / 1.23,8 / 1.24,2)  |
| Nino Bibbia Giancarlo Ronchetti Edilberto Campadese Luigi Cavalieri | 4-mansbob (m) Italië I  | 6e        | 5.23,0 (+2,9) (1.18,2 / 1.20,8 / 1.22,1 / 1.21,9)  |
| Nino Rovelli Enrico Airoldi Vittorio Folonari Remo Airoldi          | 4-mansbob (m) Italië II | 11e       | 5.30,2 (+10,1) (1.19,8 / 1.22,8 / 1.23,2 / 1.24,4) |

### Kunstrijden
| Olympiër                      | Discipline | Resultaat | Prestatie                 |
| ----------------------------- | ---------- | --------- | ------------------------- |
| Carlo Fassi                   | mannen     | 15e       | pc. 135,0; 145,966 punten |
| Grazia Barcellona             | vrouwen    | 24e       | pc. 218,0; 122,211 punten |
| Grazia Barcellona Carlo Fassi | paarrijden | 13e       | pc. 121,5; 9,263 punten   |

### Langlaufen
| Olympiër                                                                     | Discipline        | Resultaat | Prestatie                                       |
| ---------------------------------------------------------------------------- | ----------------- | --------- | ----------------------------------------------- |
| Arcangelo Chiocchetti                                                        | 18 km (m)         | 52e       | 1:28.36 (+14.46)                                |
| Severino Compagnoni                                                          | 18 km (m)         | 22e       | 1:22.21 (+8.31)                                 |
| Silvio Confortola                                                            | 50 km (m)         | 18e       | 4:31.36 (+43.48)                                |
| Vincenzo Perruchon                                                           | 18 km (m)         | 54e       | 1:28.50 (+15.00)                                |
| Alfredo Prucker                                                              | 18 km (m)         | 29e       | 1:23.26 (+9.36)                                 |
| Christiano Rodeghiero                                                        | 18 km (m)         | 35e       | 1:24.34 (+10.44)                                |
| Christiano Rodeghiero                                                        | 50 km (m)         | 13e       | 4:24.12 (+36.24)                                |
| Rizzieri Rodeghiero                                                          | 18 km (m)         | 31e       | 1:24.12 (+10.22)                                |
| Stefano Sommariva                                                            | 50 km (m)         | dnf       | opgave                                          |
| Alberto Tassotti                                                             | 18 km (m)         | 50e       | 1:28.16 (+14.26)                                |
| Vincenzo Perruchon Silvio Confortola Rizzieri Rodeghiero Severino Compagnoni | 4x10 km estafette | 6e        | 2:51.00 (+3.12) (41.50 / 41.18 / 41.51 / 46.01) |

### Noordse combinatie
| Olympiër            | Discipline | Resultaat | Prestatie                                                              |
| ------------------- | ---------- | --------- | ---------------------------------------------------------------------- |
| Alfredo Prucker     | mannen     | 14e       | 394,00 punten 18 km: 202,50 (1:23.26) schans: 191,5 (51,0+59,5+56,0 m) |
| Rizzieri Rodeghiero | mannen     | 15e       | 388,80 punten 18 km: 198,00 (1:24.12) schans: 190,8 (57,0+58,0+56,0 m) |
| Alberto Tassotti    | mannen     | 28e       | 342,10 punten 18 km: 177,00 (1:28.16) schans: 165,1 (46,5+52,0+42,0 m) |

### Schaatsen
| Olympiër         | Discipline | Resultaat | Prestatie        |
| ---------------- | ---------- | --------- | ---------------- |
| Fernando Alloni  | 5000 m (m) | 37e       | 9.36,3 (+1.06,9) |
| Guido Caroli     | 1500 m (m) | 36e       | 2.30,9 (+13,3)   |
| Guido Caroli     | 5000 m (m) | 31e       | 9.21,3 (+51,9)   |
| Giorgio Cattaneo | 500 m (m)  | 36e       | 47,2 (+4,1)      |
| Giorgio Cattaneo | 1500 m (m) | 34e       | 2.30,5 (+12,9)   |
| Enrico Musolino  | 500 m (m)  | 32e       | 46,5 (+3,4)      |
| Enrico Musolino  | 1500 m (m) | 32e       | 2.30,0 (+12,4)   |
| Enrico Musolino  | 5000 m (m) | 36e       | 9.32,3 (+1.02,9) |

### Schansspringen
| Olympiër      | Discipline | Resultaat | Prestatie                  |
| ------------- | ---------- | --------- | -------------------------- |
| Bruno Da Col  | mannen     | 18e       | 201,2 punten (65,5+66,0 m) |
| Aldo Trivella | mannen     | 38e       | 176,6 punten (41,5+59,0 m) |
| Igino Rizzi   | mannen     | 45e       | 131,7 punten (57,0+57,0 m) |

### Skeleton
| Olympiër    | Discipline | Resultaat | Prestatie                                                    |
| ----------- | ---------- | --------- | ------------------------------------------------------------ |
| Nino Bibbia | mannen     | Goud      | 5.23,2 (0.48,0 / 0.47,6 / 0.47,6 / 0.59,5 / 1.00,2 / 1.00,3) |

### IJshockey
| Olympiër | Discipline | Resultaat | Prestatie |
| --- | ---------- | --------- | --- |
| Gianantonio Zopegni Constanzo Mangini Claudio Apollonio Giancarlo Bassi Mario Bedogni Luigi Bestagini Giancarlo Bucchetti Carlo Bulgheroni Ignazio Dionisi Arnaldo Fabris Vincenzo Fardella Aldo Federici Umberto Gerli Dino Innocenti Dino Menardi Otto Rauth Franco Rossi | mannen     | 8e        | toernooi: 3 - 22 Italië - Tsjecho-Slowakije 0 - 16 Italië - Zwitserland 1 - 31 Italië - Verenigde Staten 1 - 21 Italië - Canada 7 - 13 Italië - Polen 5 - 16 Italië - Oostenrijk 0 - 23 Italië - Zweden 7 - 14 Italië - Groot-Brittannië |

Argentinië · België · Bulgarije · Canada · Chili · Denemarken · Finland · Frankrijk · Griekenland · Groot-Brittannië · Hongarije · IJsland · Italië · Joegoslavië · Libanon · Liechtenstein · Nederland · Noorwegen · Oostenrijk · Polen · Roemenië · Spanje · Tsjecho-Slowakije · Turkije · Verenigde Staten · Zuid-Korea · Zweden · Zwitserland